# Колтун Наталія Юріївна
Наталія Юріївна Колтун-Андрушко (нар. 11 грудня 1975, м. Тернопіль) — українська радіожурналістка, редакторка. Дочка Лесі Романчук, дружина Сергія Андрушка. Член НСЖУ (2002).

## Життєпис
Закінчила Тернопільське музичне училище (1994), Тернопільський педагогічний університет (1998, нині національний). 
Працювала: 
- в Тернопільській обласній телерадіокомпанії: ведуча програм молодіжного радіо «Лад», старший редактор обласного радіо (1997—2011). Відстежувала процеси, що відбуваються у музичному житті Тернопільщини, вела авторські програми «Особливий погляд», «Навколо прекрасного»,
- власним кореспондентом Національної радіокомпанії (2011—2018, нині НСТУ) в Тернопільській області[1],
- редактором радіо "Тон" та ведучою суспільно-політичної програми «Позиція» на  радіо «Рокс» (Тернопіль) (2013—2016)[2],
- редактором сайту «Рідне Тернопілля»[3],
- головним редактором газети «RIA плюс» та інформаційного сайту «20 хвилин» (березень 2018—травень 2019)[4],
- головним редактором першого громадсько-журналістського розслідувального проекту Інформагенція "Терміново" (травень 2019—квітень 2020)[5],
- випусковою редакторкою на Українському радіо Тернопіль [Архівовано 25 квітня 2021 у Wayback Machine.] Національної суспільної телерадіокомпанії.

У березня 2014 року одна з ініціаторів постмайданної ініціативи «Ядро» (неформальне об'єднання 7-ми громадських організацій Тернопільщини).
У 2020 р. закінчила курс "Фандрейзинг і проєктний менеджмент" у Synergy Academy.
Засновниця ГО "Люди і місто" та Інтернет-журналу "LifeTer. Територія конструктиву" [Архівовано 25 квітня 2021 у Wayback Machine.] (2020)

## Творчість
З акторами Тернопільського академічного обласного драматичного театру відродила забутий жанр радіоп'єс. Режисер понад 20 радіоп'єс, що звучали в ефірі обласного радіо.[джерело?]

## Нагороди
- лауреат 1-го Всеукраїнського фестивалю музичної теле і радіопрограм «Мелодії Південного Бугу» (2006),
- лауреат IV Всеукраїнського конкурсу радіоп'єс «Відродимо забутий жанр» (2011, разом з Б. Мельничуком),[7]
- інші галузеві нагороди.